# Nanodromia phukhao
Nanodromia phukhao är en tvåvingeart som beskrevs av Patrick Grootaert och Igor Shamshev 2003. Nanodromia phukhao ingår i släktet Nanodromia och familjen puckeldansflugor.
Artens utbredningsområde är Thailand. Inga underarter finns listade i Catalogue of Life.